# Zažablje
Zažablje község Horvátországban, Dubrovnik-Neretva megyében.

## Fekvése
Makarskától légvonalban 61, közúton 89 km-re délkeletre, Pločétől légvonalban 18, közúton 38 km-re délkeletre a hercegovinai határ mellett fekszik. 60 négyzetkiloméretnyi területéből 40 négyzetkiloméretnyi hegyes, 15 négyzetkiloméretnyi pedig csatornákkal keresztülszeldelt, nádasokkal benőtt mocsaras terület. Itt hullámzik a Kuti-tó vize is. A fennmaradó terület, mely a Mislina-patak mentét és Boturnica területét öleli fel, alkalmas csak a mezőgazdasági művelésre.

## A község települései
Közigazgatásilag Badžula, Bijeli Vir, Dobranje, Mislina, Mlinište (községközpont) és Vidonje. települések tartoznak hozzá.

## Története
A község magasabban fekvő területei már ősidők óta lakottak voltak, melyet az itt található illír vármaradványok és halomsírok is bizonyítanak. Ezekből az ősi halomsírokból mára mintegy 115 maradt fenn a község területén. Többségük hegyeken, erdei tisztásokon, völgyekben és kisebb magaslatokon található. Vannak közöttük kisebbek és nagyobbak, egyedülállók és csoportokban levők. A települések védelmére épített ősi várakból hétnek a maradványai maradtak fenn. A római uralom idején az 1. században a község területén kisebb települések voltak. Róluk regélnek azok a régészeti leletek, melyek a Kuti-tóból és a Mliništa melletti Lovorika nevű lelőhelyről kerültek elő. A horvátok ősei a 7. – 8. században foglalták el ezt a területet. Az ő középkori jelenlétükről néhány fennmaradt sírkő tanúskodik. 1444-ben a mai hercegovinai határ mellett említik a Nebojša várat, mely akkor Stjepan Vukčić Kosača bosnyák herceg birtoka volt. A község területét már 1482 előtt elfoglalta a török és egészen 1694-ig török uralom alatt állt. A török uralom idején is folyamatosan éltek itt horvátok, melyet a vidonjai Keresztelő Szent János templom 1616-ban történt felépítése is bizonyít.
A török alóli felszabadítás után 1694-től két hullámban a szomszédos Hercegovinából érkezett horvát ajkú lakosság telepedett itt le. Az első hullám közvetlenül 1694 után, a második nagyobb hullám az ún. kis háború (1714-1718) idején érkezett. Ekkor alakultak ki a község mai települései, melyek 1720-ig a slivno ravnoi plébániához tartoztak. Ekkor alapította meg Nikola Bijanković püspök az önálló vidonjai plébániát. A velencei uralomnak 1797-ben vége szakadt és osztrák csapatok vonultak be Dalmáciába. 1806-ban az osztrákokat legyőző franciák uralma alá került, de Napóleon lipcsei veresége után 1813-ban újra az osztrákoké lett. A községnek 1857-ben 879, 1910-ben 1398 lakosa volt. 1918-ban az új szerb-horvát-szlovén állam, majd később Jugoszlávia része lett. A második világháború idején a Független Horvát Állam része volt. A háború után a szocialista Jugoszlávia része lett. Megindult a mocsaras területek meliorációja, mely még ma sem fejeződött be teljesen. A mocsártól visszahódított területen intenzív mezőgazdasági művelés kezdődött, itt főként mandarin, szőlő, füge és olajfaültetvények találhatók. A nehéz életkörülmények a község falvainak fokozatos csökkenéséhez vezettek. Sokan vándoroltak ki a Neretva völgyébe, Metkovićra, de a világ számos részére is. Zažablje az ország egyik legfiatalabb községe, csak 1992-ben alapították. A községnek 2011-ben 757 lakosa volt, akik főként a mezőgazdaságból éltek.

## Népesség
| Lakosság változása | Lakosság változása | Lakosság változása | Lakosság változása | Lakosság változása | Lakosság változása | Lakosság változása | Lakosság változása | Lakosság változása | Lakosság változása | Lakosság változása | Lakosság változása | Lakosság változása | Lakosság változása | Lakosság változása | Lakosság változása |
| ------------------ | ------------------ | ------------------ | ------------------ | ------------------ | ------------------ | ------------------ | ------------------ | ------------------ | ------------------ | ------------------ | ------------------ | ------------------ | ------------------ | ------------------ | ------------------ |
| 1857               | 1869               | 1880               | 1890               | 1900               | 1910               | 1921               | 1931               | 1948               | 1953               | 1961               | 1971               | 1981               | 1991               | 2001               | 2011               |
| 879                | 989                | 953                | 1.024              | 1.215              | 1.398              | 1.354              | 1.563              | 1.732              | 1.818              | 1.739              | 1.487              | 1.272              | 1.065              | 912                | 757                |

## Nevezetességei
- Mlinište Jézus szíve tiszteletére szentelt új plébániatemploma 1968 és 1971 között épült. A templom hasított kereszt alaprajzú, tervezője Eugenija Hamzić volt. A szentély szélessége 5, a hosszanti oldal 21, a homlokzat fesztávja 31 méter. Az oltár feletti magassága 12 méter, mely fokozatosan lejtve a homlokzatnál 6 méterre csökken. Az ablakokon beáramló fény közvetetten világítja meg a belső teret kellemes hatást keltve. A harangtorony 23 méter magas. 1974-ben építették Anđelko Dukić atya idejében, akinek a nevéhez fűződik a berendezés kialakítása, az oltár mögötti nagy kereszt elhelyezése. A Szent Liberant és Keresztelő Szent Jánost ábrázoló nagyméretű mozaikkép Andrija Kukoč spliti művész alkotása. A Jézust és Máriát ábrázoló szobrok, valamint az 1696-ból származó Szent Liberan mellszobor a templom nagy jótevőjének, Paderborn püspöknek az ajándéka. Az eredeti márvány szembemiséző oltár a templom építtetőjének, Stjepan Vrdoljaknak az ajándéka volt, de 1999-ben az egész szentélyt átrendezték és új oltárt építettek, mely egyetlen fehér kőtömbből készült. Az ablakokat, a kapuzatot, a szobrokat és a mozaikot vidonjai hívek, illetve innen elszármazottak adományaiból fizették. A templomot 1975. június 6-án emelték plébániatemplom rangjára. Szent Leopold Bogdan Mandićnak a templom előtt életnagyságú bronzszobrot állítottak.
- Vidonje Keresztelő Szent János tiszteletére szentelt régi plébániatemploma amint az az oldalbejáratnál látható kőtáblán is olvasható a török uralom idejében 1616-ban épült faragott kövekből. A templom egyhajós, boltozott, román stílusú épület, falai több mint egy méter vastagok. Egykor kőlapokkal volt befedve. Homlokzatán nyolcágú rozetta, felül pedig három harang számára kialakított nyitott harangtorony látható. Hosszúsága az apszissal együtt 13 és fél, szélessége 4 és fél méter. A templom előtt egykor narthex állt. 1959-ben a templomot átépítették. Ekkor bontották el a narthexet és a templomot ennek hosszúságában hosszabbították meg. A homlokzat is ekkor kapta mai formáját és ekkor épült a ma látható beton harangtorony is. A márvány főoltárt egy lépcsőfokra építették rá, szentségtartója változatlan maradt. A rajta álló Jézus-szobor 1905-ből, a Keresztelő Szent János-szobor 1904-ből származik. A mellékoltárt is átépítették, a rakta látható kép a rózsafüzért nyújtó Boldogasszonnyal Filippo Naldi mester munkája 1770-ből. A képet restaurálása után a plébánia épületében helyezték el.
- A gomilai Szent Liberan kápolnát 1861-ben építették faragott kövekből. Az egyik homlokzaton látható felirat szerint építése már 1848-ban Stjepan Jeličić plébános idejében elkezdődött, aki 1850-ben elhunyt, így munkáját utóda Mijo Jerčić fejezte be. A kápolnát 1959. július 14-én hajnalban néhány kommunista befolyás alatt állt helyi fiatal meggyalázta. Szent Liberan szobrát darabokra törték. E tett által magukat fenyegetve érző hívek ezután egy időre elhagyták a kápolnát. Ugyanakkor a cselekedet ellenlépéseket is váltott ki, melyek során a kápolnát felújították, falait belülről kifugázták. 1961-ben a szent ünnepén elhelyezték új szobrát, mely előtt az első vidonjei pap mondta el újmiséjét. Az utóbbi időben kápolnáig Vidonjén át a hercegovinai határig vezető út épült, így az már gépkocsival is megközelíthetővé vált.
- A kuti Kármelhegyi boldogasszony kápolnát 1888-ban építették a régebbi, kisebb kápolna helyén faragott kövekből. Elődjét még 1853-ban építette a Soče család. Bejárata felett a skapulárét nyújtó Boldogasszonyt és gyermekét ábrázoló dombormű látható. 1992-ben a kápolnánál állították fel Szent Miklós püspök bronzszobrát, Petar Barišić szobrászművész alkotását.
- A mliništei Szent Rókus kápolnát 1931-ben építették. Félköríves bejárata felett két körablak látható. A homlokzat felett egy harang számára kialakított nyitott harangtorony látható tetején kőkereszttel. Az oltárfülkékben Szent Antal és Szent Rókus szobrai láthatók. A kápolna fontos szerepet játszott a II. világháború utáni időkben, amikor a nép tömegesen települt le az út menti új településre és az új plébániatemplom felépítéséig az egész nyári időszakban itt tartották a szentmiséket és egyéb istentiszteleteket, valamint a hittan oktatást is. A kápolna melletti testvériségi házra építették fel 1952-ben az új plébániaházat.
- A nebušniki Mihály arkangyal kápolnát 1919-ben építették 1997-ben kővel burkolták és környezetét rendezték.
- A vidonjei régi plébániaháznál álló Nagyboldogasszony kápolnát 1904-ben építették faragott kövekből. 1952-ig, amíg a plébánosok Vidonjén laktak ez volt a házi kápolnájuk. A homlokzat feletti harangtoronyban egy harang található. A plébánosok távozása után használaton kívül maradt, ma már csak a falai állnak.
- A bijeli viri Lourdes-i Szűzanya plébániatemplom 1975-ben épült. Modern betonépület, melyet a római építész Eugenija Hamzić tervezett. Hosszúsága 16, szélessége a bejáratnál 8,80 méter. A templom mellé később két emelet magasságú, piramisban végződő  beton harangtornyot építettek. Helyén régen is egy Lourdes-i Szűzanya kápolna állt, róla kapta mai titulusát. A templomban a Lourdes-i Szűzanya, Szent Péter és Szent Antal szobrai láthatók. A templom melletti Lourdes-i barlangot 1986-ban építették. A benne álló Szűzanya szobor  a spliti Dušan Stanojević mester 1969-ben készült alkotása.
- A dobranjei régi Kisboldogasszony plébániatemplom 1617-ben épült, felszentelését 1620-ban Krizostom Antić trebinjei püspök végezte. A templom kezdetben csak egy hajóból állt, az apszist Fabijan Blašković püspök rendeletére utólag építették hozzá 1779-ben és a főoltárt ebben helyezték el. Boltozott épület méteres vastagságú falakkal. 1827-ben és 1901-ben megújították. Mai formáját 1962-ben nyerte el, amikor elbontották a régi nyitott harangtornyot és betonból újat építettek helyette. Az eredeti kőlapos tetőfedést 1988-ban cserepekre cserélték. A templomban kőből falazott oltár áll fából faragott felépítménnyel és szentségtartóval. A keresztút 1902-ből, a Szűzanya szobra 1905-ből, a feszület a 18. századból származik.
- A Szent Család kápolnát 1920-ban építették a régi plébániatemplomhoz vezető út mellé. A homlokzat tetején kis nyitott harangtorony látható egy haranggal. Közelében a Zmjina glavicán 2003-ban Marinko Jurišin plébános kőkeresztet emeltetett.
- A község természeti szépségei közül két barlangot emelhetünk ki: A Kopren dol alatti barlang sztalagmitjait és sztalaktitjait a helyiek majd két méter hosszúságban elhordták. Egykor galambok búvóhelyéül szolgált, ezért Golubščának is nevezik. A másik barlang Goračića és Galovića között található. Ez a barlang sem túl nagy, de gazdag természeti szépségekben. Néhány sztalagmitja magasabb két méternél és nagyon látványos. Sztalaktitok közül is található néhány hosszabb benne, de közülük a bejárat közelében többet letördeltek.
- A község területén több mint száz történelem előtti halomsír található. Nem lehet pontosan megmondani, hogy valamennyi az iilírek korából származik-e. Néhány Vidonje határában fekvő halomsír valószínűleg még régebbi, bronzkori eredetű. A község néhány településén, nehezen hozzáférhető magaslatokon illír várak maradványai is megtalálhatók.
- A község területén számos késő középkori, a 14. és a 15. századból származó sírkő is található. Ennek három formája ismert, vannak tábla, láda és szarkofág alakú sírkövek. Az előbbi két típus méretei általában 180-szor 80 centiméter, az egyetlen eltérés a kőtömbök vastagságában található. A szarkofágok jellemzően kisebb méretűek. Általában négyszögletes nagyméretű, csúcsos kövek, melyek felső részén általában valamilyen faragott díszítés található. A leggyakoribb díszítés két, keresztirányú vonalakkal összekötött párhuzamosan futó vonal, de gyakoriak a vallásos motívumok is, a kereszt, a csillag és a félhold, valamint a kivont kard és a pajzs. A dobranje-bijeli viri plébánia területén a régi plébániatemplomnál, a Zmijina glavicán és Bobovištén mindhárom típusú síkkő megtalálható. A vidonjei plébánia területén Lušacon, Bresticán és Podgrlićen találunk középkori sírköveket.

## Gazdaság
A gazdasági élet alapja a mezőgazdaság, de a község területének ma is csak kisebb része művelhető terület. A II. világháborút követően végzett vízrendezési munkák folyamán a mocsártól újabb területeket hódítottak el és vettek művelés alá. A turizmus vonatkozásában a falusi turizmus fejlesztésére jelentheti a kitörési lehetőséget.

## Oktatás
A metkovići Stjepan Radić alapiskolának Mliništén és Bijeli Viren kihelyezett négyosztályos alsó tagozata működik. 
- A bijeli viri iskola 1968-ban épült. Az iskolaépületet a délszláv háború idején honvédelmi célokra vették igénybe, a tanítás ez idő alatt a faluházban folyt. A háború után, majd 2002-ben  az épületet felújították. Ma két tanterem, tanári szoba, iroda, könyvtár található benne. Az iskola mellett sportpálya és játszótér található. Az iskolának tanítója, angoltanára, hitoktatója van.
- A milištei iskola a falu központjában áll. 1997-ben újították fel. Két klimatizált tanterme, tanári szobája, szertára van. Két tanítója mellett angoltanár és hitoktató dolgozik itt.